# Ischnura denticollis
Ischnura denticollis là một loài chuồn chuồn kim trong họ Coenagrionidae.
Ischnura denticollis is in 1839 voor het eerst wetenschappelijk beschreven bởi Burmeister.